# 닉슨 대통령의 중국 방문

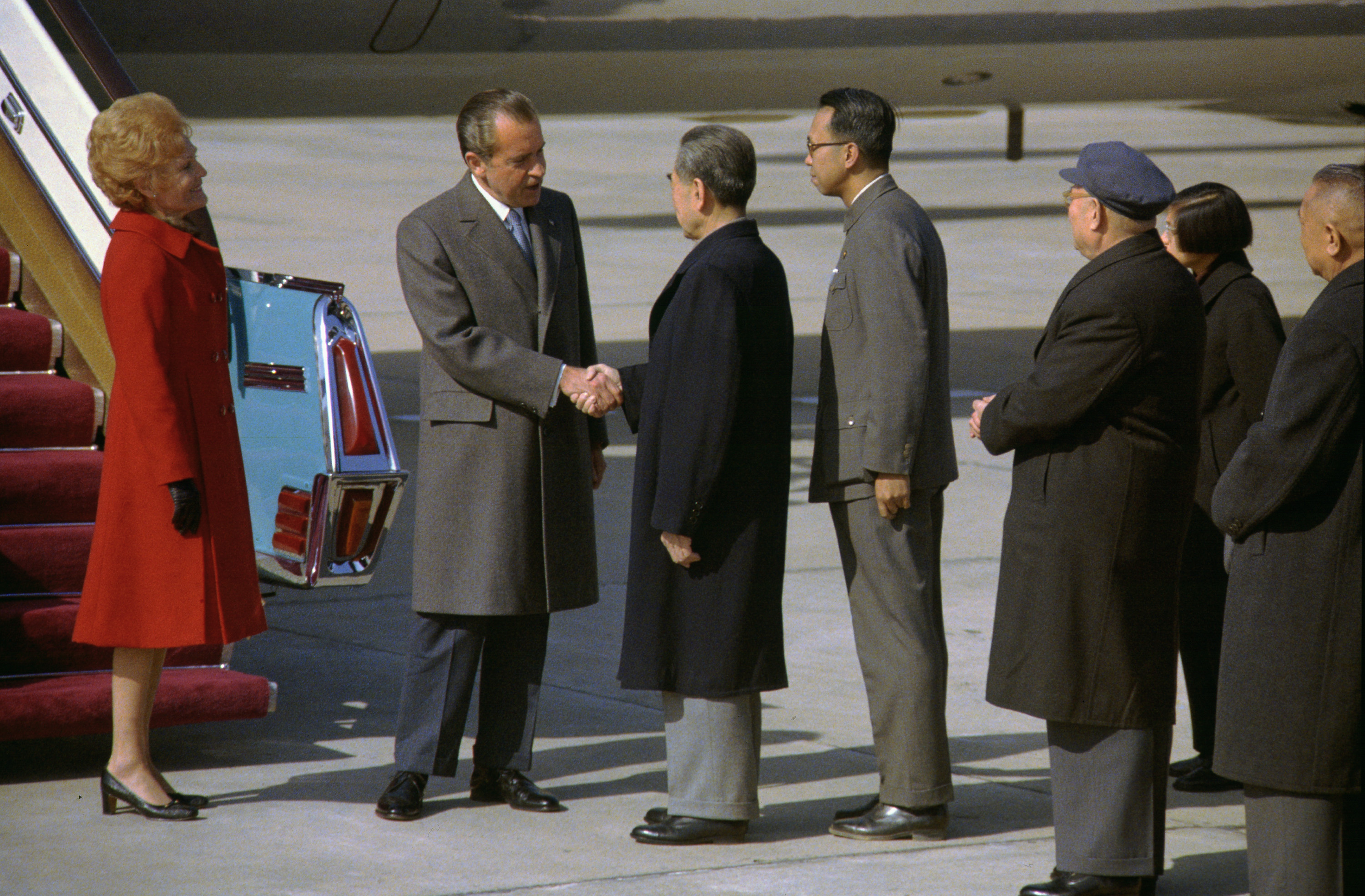
리처드 닉슨 미국 대통령이 베이징 수도 국제공항에서 저우언라이 중국 총리와 악수하고 있다.

닉슨 대통령의 중국 방문은 1972년 2월 21일 미국의 대통령 리처드 닉슨이 중국을 방문한 사건이다. 미국의 주 방문 목적은 베트남 전쟁에서 공산국가인 중국의 지원을 줄이고. 베트남 전쟁에서 하루빨리 손을 빼기 위한 목적이 컸다. 이 방문에서 상하이 코뮈니케가 발표됐다.
1972년 리처드 닉슨 미국 대통령의 중국 방문은 수년간의 외교적 고립 끝에 미국과 중국 본토 간의 조화로운 관계를 재개한 닉슨 행정부의 정점을 표시한 중요한 전략적 외교적 서곡이었다. 7일간의 중국 3개 도시 공식 방문은 미국 대통령 이 중국을 방문한 것은 처음이었다. 닉슨의 베이징 도착은 25년간의 양국 간 통신이나 외교 관계가 단절되었고 미중 관계 정상화의 핵심 단계였다. 닉슨은 소련과의 관계에서 더 많은 영향력을 얻기 위해 중국을 방문했다. 관계 정상화는 미국이 중국과 완전한 외교 관계를 수립한 1979년에 절정에 달했다.
1949년 중국 공산당이 중국 본토에 대한 권력을 장악하고 국민당 이 대만으로 도피했을 때 미국은 중화민국과 동맹을 맺고 중국의 유일한 정부로 인정했다. 1968년 대통령으로 선출되기 전, 리처드 닉슨 전 부통령은 중국과의 새로운 관계 구축을 암시했다. 첫 임기 초기에 닉슨은 국가안보보좌관인 헨리 키신저를 통해 중국 정부에 대한 따뜻한 관계를 암시하는 미묘한 제안을 보냈다. 양국이 이러한 일련의 제안을 한 후 키신저는 1971년 비밀 외교 사절단을 타고 베이징으로 날아갔고 그곳에서 저우언라이 총리를 만났다. 1971년 7월 15일, 대통령은 생방송 TV를 통해 내년에 중국을 방문할 것이라고 발표하여 세계를 놀라게 했다.
1972년 2월 21일부터 28일까지 일주일간의 방문을 통해 미국 대중은 20년 만에 처음으로 중국의 이미지를 볼 수 있었다. 일주일 내내 대통령과 주석 마오쩌둥의 만남을 포함한 중국 지도부와 실질적인 논의에 종사하였다. 팻 닉슨은 베이징의 도시에서 학교, 공장, 병원을 여행하였다.
닉슨은 그의 방문을 "세상을 바꾼 한 주"라고 불렀는데, 이 표현은 정치 사전에서 계속 울려 퍼지고 있다. 닉슨 방문의 여파는 오늘날까지 계속되고 있다. 거의 즉각적인 결과에는 냉전 균형의 상당한 변화가 포함되어 있다. 즉 소련과 중국 사이에 쐐기를 박고 소련이 미국에 상당한 양보를 하게 된 것이다.
중국과 미국의 관계는 이제 세계에서 가장 중요한 양자 관계 중 하나이며 지미 카터와 조 바이든을 제외한 모든 역대 미국 대통령 이 중국을 방문했다. 역사가, 학자, 언론인은 이 여행을 미국 대통령이 가장 중요하게는 아니더라도 가장 중요한 방문 중 하나로 꼽고 있다. 또한 " Nixon to China "의 순간은 그 이후로 지지자들 사이에서 공격할 수 없는 평판을 가진 정치인이 자신의 가치를 대변하고 옹호하여 누군가가 취하면 비판과 반대를 불러일으킬 수 있는 행동을 취하는 능력을 가리키는 은유가 되었다.

## 방문 전

### 역사적 배경
소련 및 중국과의 관계 개선은 종종 닉슨 대통령 재임 중 가장 성공적인 외교적 성과로 거론된다. 제2차 세계 대전 후 미국인들은 미국과 소련 사이의 관계가 악화되고, 소련이 동유럽의 많은 지역에서 공산주의 동맹을 통합하고, 중국 내전 에서 공산주의 군대의 잠재적인 승리를 보았다. 미국 지배계급은 공산주의자들이 학교나 노동조합을 지배할 수 있다고 우려했다.
중국에서는 1956년 중소 분열 이 시작될 때부터 소련의 힘을 견제하기 위해 외부 동맹국이 필요하다는 인식이 있었다. 분할의 동기는 부분적으로는 소비에트가 너무 미국에 호의적이라는 마오의 견해에서 비롯되었지만 결국 그는 소련을 중국의 입장에 더 큰 위협으로 간주하게 되었다.

### 준비
1971년 7월 닉슨 대통령의 국가안보보좌관인 헨리 키신저 는 파키스탄을 방문하던 중 비밀리에 베이징을 방문하여 닉슨의 중국 방문을 위한 토대를 마련했다. 이 회의는 파키스탄이 중국과의 강력한 외교 채널을 통해 주선하고 촉진했다. 백악관 회의 녹취록과 한 번 기밀 문서에 따르면 닉슨은 백악관에 온 첫날부터 베이징과의 소통 채널을 열기 위해 노력하기 시작했다. 이 야심찬 목표를 달성하기 위해 닉슨 대통령은 중국 공산당의 동맹국인 루마니아와 파키스탄을 통해 신중하게 조정된 일련의 조치를 취했다.

## 중국 방문
1972년 2월 17일 닉슨 대통령과 그의 아내, 측근은 하와이 오아후의 카네오헤 해병대 비행장에서 하룻밤을 보내고 백악관을 떠났다. 그들은 다음날 오후 5시에 괌에 도착하여 마리아나 해군 사령관의 거주지인 니미츠 언덕에서 하룻밤을 보냈다. 다음날 아침 2월 21일 오전 7시에 괌을 떠나 상하이로 향했다. 4시간의 비행 끝에 닉슨은 상하이에 도착했다. 상하이에서 닉슨은 베이징으로 갔다.

### 마오와의 만남
1972년 2월 21일부터 28일까지 리처드 닉슨 미국 대통령은 베이징, 항저우, 상하이를 순방했다. 미국 대통령이 중국 수도에 도착하자마자 마오쩌둥(毛澤東) 중국 공산당 주석이 그를 불러 회의를 소집했다. 국무장관 윌리엄 P. 로저스는 이 회의에서 제외되었고 키신저 외에 유일한 다른 미국인 참석은 키신저의 보좌관인 윈스턴 로드였다. 로저스를 당황하게 하지 않기 위해 회의의 모든 공식 사진에서 로드가 잘렸다.
당시 닉슨과 다른 미국 외교관들에게 알려지지 않은 마오쩌둥은 건강이 좋지 않았고 닉슨이 도착하기 9일 전까지 몇 주 동안 입원했다. 그럼에도 불구하고 마오쩌둥은 자신이 도착하면 닉슨을 만날 것이라고 자신의 관리들에게 주장할 만큼 충분히 기분이 좋았다. 처음으로 닉슨을 소개받았을 때 마오는 통역을 통해 닉슨에게 이렇게 말했다. "나는 우리의 오랜 친구인 장제스가 이것을 승인하지 않을 것이라고 믿는다."
닉슨은 여행 기간 동안 저우언라이 중국 총리와 만리장성, 항저우, 상하이를 방문하는 등 여러 차례 회담을 가졌다. 마오쩌둥에게 선물인 닉슨의 평화의 새 상이 선물 증정식 도중에 선물되었다. 그의 여행 후 미국과 중국 정부는 중국 외교 정책에 대한 성명서이자 중미 양국 관계의 기초로 남아 있는 문서인 상하이 코뮈니케를 발표했다. 키신저는 미국도 대만에서 모든 병력을 철수할 계획이라고 밝혔다. 성명에서 양국은 외교정책의 완전한 정상화를 위해 노력하기로 약속했다.

### 결과
중국은 대만 문제의 평화적 해결에 동의했다. 성명을 통해 미국과 중국은 대만의 정치적 지위에 관한 "관계 정상화를 방해하는 중대한 문제"를 일시적으로 보류하고 무역 및 기타 접촉을 개방할 수 있었다. 그러나 미국은 대만에서 중화민국 정부와 공식 관계를 계속 유지했으며 미국이 중국과 완전한 수교를 수립한 1979년까지 단절하지 않았다.
닉슨과 그의 측근들은 미국의 텔레비전 시청자에게 가장 큰 영향을 미칠 수 있는 여행을 신중하게 계획했다. 여행에 대한 언론의 보도는 압도적으로 긍정적이었다. 이후에 대통령과 함께 여행한 특파원들과의 인터뷰를 보면 그들이 여행을 얼마나 간절히 원했는지 알 수 있다. 일부는 그 여행을 역사상 가장 중요한 정상회담이라고 불렀다.

## 같이 보기
- 핑퐁 외교